# سفر قهرمان

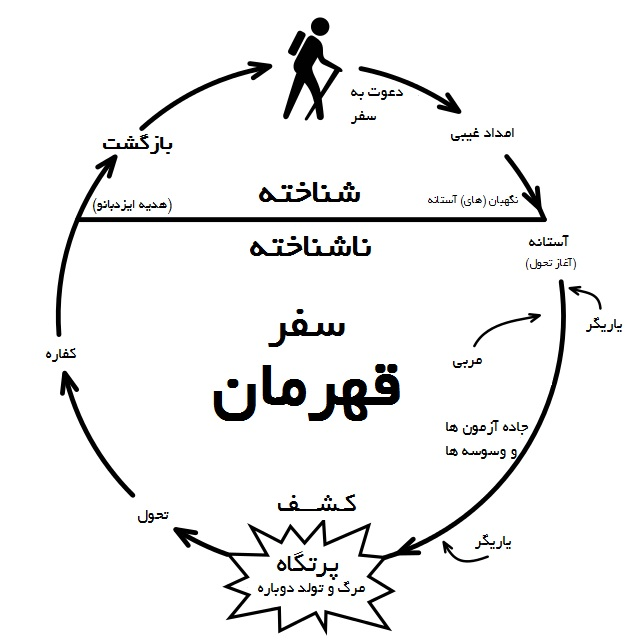
خلاصه ای تصویری از الگوی سفر قهرمان جوزف کمپل

سفر قهرمان یک الگوی کلی است که ادعا می‌شود بیشتر اسطوره‌های جهان بر اساس آن پی ریزی شده‌اند. این الگو نخستین بار، توسط جوزف کمبل در کتاب «قهرمان هزار چهره» (۱۹۴۹) معرفی شد و پس از آن مورد نقد و بررسی قرار گرفت و در بعضی از آثار سینمایی استفاده شد.
کمبل برای این الگو، هفده مرحله یاد می‌کند؛ اما بیشتر اسطوره‌ها تمام این مراحل را دارا نیستند و بعضی فقط روی یکی از این مراحل تمرکز دارند.
این هفده مرحله، ذیل سه مرحلهٔ کلی «جدایی»، «تشرف» و «بازگشت» جای می‌گیرند. در مرحلهٔ جدایی، قهرمان از دنیای عادی به دنیای ناشناخته‌ها سفر می‌کند، مرحلهٔ تشرف، شرح ماجراهای او در دنیای ناشناخته‌هاست و بالاخره در مرحلهٔ بازگشت، او دوباره به دنیای عادی بر می‌گردد.

## پیشینه
اتو رانک، در کتاب «اسطورهٔ تولد قهرمان» بر اساس نظریات زیگموند فروید، مدعی شد که اسطوره مختص افراد روان‌رنجور است که نتوانسته‌اند به‌طور کامل امیال دوران کودکی خود را سرکوب کنند، در نتیجه همچنان نفرت به پدر و میل جنسی به مادر در آن‌ها وجود دارد، اما از آن جا که نمی‌توانند این امیال را به‌طور مستقیم ابراز کنند، از ابزار اسطوره استفاده می‌کنند، تا با همذات‌پنداری با قهرمان اسطوره، به‌طور غیر مستقیم تا حدودی این امیال را ارضا کنند.
بر همین اساس رانک مدعی شد که تمامی اسطوره‌ها الگوی مشترکی دارند که مربوط به نیمهٔ نخست زندگی قهرمان و ماجرای تولد و بلوغ اوست: قهرمان والدینی والامقام دارد، پیشگویی می‌شود که تولدش برای پدر (یا شخصیت پدرمانند) خطراتی دارد؛ در نتیجه پدر نوزاد را رها می‌کند تا بمیرد، اما حیوانات یا افرادی فقیر او را پرورش می‌دهند. وقتی بزرگ شد باز می‌گردد، پدرش را به انتقام می‌کُشد و به مقامی بلند می‌رسد. در این الگو، کشتن پدر در حقیقت نمادی است از نفرت ناخودآگاه اسطوره‌پرداز و مخاطبان اسطوره از پدر، بر سر تصاحب مادر.
در مقابل این نظریه، کارل گوستاو یونگ بیان کرد که اسطوره‌ها دو دسته‌اند: 
1. اسطوره‌های مربوط به نیمهٔ نخست عمر، که به رابطه قهرمان و والدین می‌پردازد، و می‌خواهند سیر جدا شدن کودک از ناخودآگاه و شکل‌گیری خودآگاه که معطوف به جهان بیرونی است را نشان دهند.
2. اسطوره‌های مربوط به نیمهٔ دوم عمر، که می‌خواهند سیر پیوستن مجدد فرد بزرگسال به ناخودآگاه، و رسیدن به توازن میان جهان بیرون و درون را نشان دهند.

جوزف کمبل در ادامهٔ نظریهٔ یونگ، بیان کرد که تمامی اسطوره‌ها بر خلاف گفتهٔ رانک، مربوط به نیمهٔ دوم عمر قهرمان هستند، و بیانگر چگونگی رسیدن قهرمان به توازن میان جهان بیرون و درون می‌باشند. در نتیجه، کارکرد اسطوره تنها ارضای امیال کودکی افراد روان‌رنجور نیست، بلکه کمک به افراد بهنجار برای رشد یافتن و رسیدن به توازن است. کمبل هر چند وجود اعمال قهرمانی در نیمهٔ نخست عمر قهرمانان اسطوره‌ها را قبول دارد، اما آن را صرفاً مقدمه‌ای برای اعمال قهرمانی در نیمهٔ دوم عمر قهرمان می‌داند.

## شرح

### جدایی
دعوت به ماجراجویی
در ابتدا، قهرمان در حال زندگی روزمره‌ای است. در این حال، به ترتیبی به سفر به سوی ناشناخته‌ها دعوت می‌شود.
«تقدیرْ قهرمان را به سوی خود فرا می‌خواند و گرانیگاه معنوی او را از محدوده مرزهای جامعه‌اش به منطقه‌ای ناشناخته انتقال می‌دهد. این منطقه مقدر، که گنج و رنج و نیش و نوش را با هم دارد، به صور گونه‌گون ترسیم می‌شود: به صورت سرزمینی پرت و دورافتاده، یک جنگل، مملکتی در اعماق زمین، اعماق دریا، یا بلندای آسمان، جزیره‌ای مرموز، قله‌های سربه‌فلک‌کشیده، یا رؤیایی عمیق، اما این مکان همیشه مکان موجودات عجیب آب‌گونه و بدون شکل ثابت، عذاب‌های غیرقابل تصور، اعمال فوق انسانی، و لذت‌های ناممکن است.»

## رد دعوت
معمولاً وقتی قهرمان دعوت می‌شود، ابتدا به آن اعتنایی نمی‌کند. این عدم اعتنا، ممکن است علت‌های مختلفی داشته باشد که به سبب آن‌ها، قهرمان نمی‌خواهد شرایط فعلی زندگی اش را تغییر دهد. رد دعوت نمی‌تواند خیلی ادامه پیدا کند.
«ردّ دعوت، ماجراجویی را به ضدّش تبدیل می‌کند: محصور در کسالت، کار سخت، یا "فرهنگ"، فرد قدرت فعالیت مثبت بامعنی را از دست می‌دهد، و به قربانی‌ای بدل می‌شود که باید نجاتش داد. دنیای پر گلش، به برهوتی از سنگ‌های خشک تبدیل می‌شود و زندگی‌اش دیگر بی معنا می‌گردد، حتی اگر مانند شاه مینوس، با تلاش‌های جانفرسا موفق به ساختن یک امپراتوری شود. هر خانه‌ای که او بسازد، خانهٔ مرگ خواهد بود: هزارتویی با دیوارهایی از سنگ‌های بدقواره، تا او را از مینوتور پنهان کنند. تمام کاری که می‌تواند بکند، آن است که برای خود مسائل جدیدی ایجاد کند، و در انتظار گندیدگی تدریجی خود بنشیند.»

## امداد غیبی
وقتی که قهرمان دعوت را پذیرفت، راهنمای ماورایی او بر او ظاهر می‌شود. معمولاً این مرشد تعویذ و طلسم‌هایی می‌دهد که بعداً در ماجراجویی‌ها، به کمک قهرمان می‌آیند.
«کسانی که دعوت را رد نکرده‌اند، در ابتدای سفر با هیأتی محافظ (اغلب یک پیرزن یا پیرمرد) رو به رو می‌شوند، که به ماجراجو طلسمی می‌دهد تا در مقابل نیروهای اژدهاگونه‌ای که می‌خواهد از آن‌ها بگذرد، محافظتش کنند.
این شخصیت نمادی از قدرت خیرخواه و محافظ سرنوشت است. داستان خیالی، قول و تعهدی است که آرامش بهشت، که نخستین بار درون زهدان مادر با آن آشنا شده‌ایم، از دست نرفته است، و همان طور که در گذشته موجود بود، از زمان حاضر حمایت می‌کند و در آینده نیز برپا خواهد شد، و قدرت محافظ همیشه در درون یا پشت چهره‌های ناآشنای جهان، موجود است. فرد تنها باید این را بداند، و اعتماد کند، و محافظان جاودانی ظاهر خواهند شد.
با پاسخ دادن به دعوت خود، و با شجاعانه رفتن به دنبال این دعوت، همچنان که پیامدهای این اقدام آشکار می‌شود، قهرمان نیروهای ناخودآگاه را بازو به بازوی خود می‌یابد و مادر طبیعت، خود این سفر را حمایت می‌کند.»

## عبور از نخستین آستانه
در این قسمت، شخص برای شروع ماجراجویی‌هایش، از مرزهای زندگی شناخته شده گذر می‌کند و وارد سرزمین ناشناخته‌ها می‌شود.
«با حمایت و راهنمایی سرنوشتی که در قالب یک شخص تجسم یافته، قهرمان به ماجراجویی خود ادامه می‌دهد تا به "نگهبانان آستانه" می‌رسد. این نگهبانان جهان را از چهار جهت محدود می‌کنند - همچنین از بالا و پایین - و بر سر مرزهای جهان کنونی، یا افق زندگی قهرمان ایستاده‌اند. در آن سوی آن‌ها، تاریکی و ناشناخته و خطر قرار دارد، همچنان که در آن سوی مراقبت والدین، خطراتی برای نوزاد وجود دارد، و در آن سوی محافظت جامعه خطراتی برای عضو قبیله وجود دارد. فرد معمولی، نه فقط راضی است که درون این مرزها باقی بماند، بلکه حتی به این موضوع افتخار می‌کند، و عقاید عامه او را می‌ترسانند که مبادا حتی یک قدم بیرون از جهان شناخته‌شده بگذارد. ماجراجویی همیشه و در همه جا، گذری است از حجاب جهان شناخته‌شده، به جهان ناشناخته.
قدرت‌هایی که در مرزها نگهبانی می‌دهند خطرناکند و رو به رو شدن با آن‌ها پرمخاطره است، اما برای هر کس که لیاقت و شجاعت داشته باشد، خطرات ناپدید می‌شوند.»

## شکم نهنگ
این مرحله، آخرین مرحلهٔ جدایی قهرمان از زندگی شناخته شده و از خود است. با ورود به این مرحله قهرمان ارادهٔ خود برای دگردیسی را نشان می‌دهد.
«این اندیشه که گذر از آستانهٔ جادویی گذری است به جهان تولد دوباره، در سراسر جهان به صورت تصویر زهدان‌مانندی از شکم نهنگ به نمایش در آمده است. قهرمان به جای پیروز شدن یا صلح کردن با قدرت آستانه، به درون جهان ناشناخته بلعیده می‌شود و به نظر می‌رسد که مرده است. این موتیف فراگیر بر این درس تأکید می‌کند که گذر از آستانه، نوعی نفیِ خویشتن است. به جای رفتن به بیرون و آن سوی مرزهای جهان مرئی، قهرمان به درون می‌رود و دوباره متولد می‌گردد.
این ناپدید شدن، شبیه به ورود فردِ عبادتگر به درون معبد است، جایی که او باید به یاد بیاورد کیست و از کجاست، تا به این ترتیب به زندگی دوباره برسد. معبد درونی، شکم نهنگ، با سرزمین آسمانی ماورای مرزهای جهان، یکی هستند. به همین خاطر است که ورودی‌های معابد با گارگویل‌ها نگهبانی می‌شوند: اژدهایان، شیرها، کوتوله‌های ترسناک، و گاوهای بال‌دار. مرید به هنگام ورود به یک معبد، یک دگردیسی را از سر می‌گذراند. می‌توان گفت وقتی وارد می‌شود، او در زمان مرده است و به زهدان جهان، به ناف جهان، و به بهشت زمینی بازگشته است.
پس از لحاظ تمثیلی، ورود به یک معبد، و شیرجه زدن قهرمان به درون آرواره‌های نهنگ، ماجراجویی‌های یکسانی هستند، و هر دو در زبان تصویری، نشان دهندهٔ عمل تجدید حیات می‌باشند.»

### تشرف
جادهٔ آزمون‌ها
جادهٔ آزمون‌ها، مجموعهٔ آزمون‌هاست که شخص باید از پس‌شان بر بیاید تا آمادهٔ دگردیسی شود. معمولاً قهرمان در چند آزمون شکست می‌خورد.
«پس از گذشتن از آستانه، قهرمان در سرزمین خیالی اشکال آب‌گونه و مبهم، و آزمون‌های معجزه‌آسا قدم می‌گذارد. قهرمان مخفیانه توسط توصیه‌ها، طلسم‌ها و مأموران پنهان یاری‌دهندهٔ ماورائی‌ای که پیش از ورود به این سرزمین ملاقات کرد، یاری می‌شود. یا شاید برای نخستین بار کشف می‌کند که قدرتی خیرخواه در همه جا حضور دارد و او را در سفر فراانسانی‌اش حمایت می‌کند. نخستین قدمی که قهرمان در سرزمین آزمون‌ها می‌گذارد، آغازگر راهی طولانی و خطرناک از مأموریت‌ها و روشنایی‌هاست. اکنون اژدهایان را باید کشت و از موانع غیرمنتظره باید گذشت، دوباره و دوباره و دوباره.»

## ملاقات با ایزدبانو
در این نقطه، قهرمان عشقی قدرتمند و بی قید و شرط را تجربه می‌کند که مانند عشق مادر به فرزند است. معمولاً نشانه اش این است که قهرمان با شخصی که بیش از همه دوست دارد، ملاقات می‌کند.
قهرمان با این ایزدبانو ازدواج می‌کند. اما بر خلاف نظر فروید و رانک، این ایزدبانو نمادی از مادر نیست، بلکه او نمادی از کهن الگوی مادر است که از اجزای تشکیل‌دهنده شخصیت قهرمان هستند. بنابراین آمیزش قهرمان با او مصداق زنای با محارم نیست. آن دو فقط ازدواج نمی‌کنند بلکه به نحوی رازگونه با هم یکی می‌شوند.
«او مظهر و نمونه عالی زیبایی، پاسخ تمامی خواسته‌ها و امیال، و غایت سعادت‌بخش سلوک معنوی هر قهرمانی است.»

## زن به عنوان وسوسه‌گر
در این مرحله، قهرمان با وسوسه‌هایی اغلب جسمانی و لذت‌بخش رو به رو می‌شود که ممکن است او را وسوسه کنند که ماجراجویی خود را رها کند. وسوسه‌گر الزاماً یک زن نیست، بلکه زن، استعاره‌ایست از وسوسه‌های جسمانی و مادی زندگی است، زیرا آنچه اغلب شهسوارها را وسوسه می‌کرد که سفر خود را ترک کنند، شهوت بود.
«ادراک ما به ندرت واقعیت را همچنان که هست می‌بیند. به طور کلی ما نمی‌خواهیم بپذیریم که در ما یا دوستان ما، آن حرارت شهوانی، وحشی، متعفن و خودپرستی است که طبیعت هر موجود زنده است. بلکه ما بیشتر تمایل داریم که آن را معطر کنیم، رنگ و لعابش بزنیم و توجیهش کنیم، در همان حال تصور می‌کنیم که تمام مگس‌های مرده در روغن، تمام تار موهای افتاده در سوپ، همه خطاهای فرد ناخوشایند دیگری است. اما ناگاه می‌فهمیم، یا مجبور می‌شویم بفهمیم که تمام فکرها و کارهای ما ضرورتاً اثری از گوشت و خون بر خود دارند، و آن گاه معمولاً لحظه‌ای از انزجار تجربه می‌شود: حیات، کنش‌های حیات، اندام‌های زنده، و به طور خاص زن به عنوان نماد بزرگ حیات، برای روحی که خالصِ خالصِ خالص شده باشد، غیر قابل تحمل می‌شوند. جویندهٔ حیاتی فراسوی حیات، باید به هر شکل شده خود را به آن سوی زن بکشاند، از وسوسهٔ دعوت او بگذرد، و به فضای اثیری بی نظیر فراسو عروج کند.»

## آشتی با پدر
در این مرحله، قهرمان باید با چیزی که بیشترین قدرت را در زندگی او داراست، ظالم و بی رحم است و در واقع «غول» است، رو به رو شود. در بسیاری از اسطوره‌ها، این موجود، پدر یا پدرواره‌ایست که قدرت میراندن و زنده کردن دارد. قهرمان با او می‌جنگد. اما بر خلاف نظر فروید و رانک، این پدرخدا نمادی از پدر قهرمان نیست و قهرمان قصد کشتن او را ندارد. بلکه او از پدرخدا همان محبتی را طلب می‌کند که از ایزدبانو دریافت کرده. او در واقع جویای آشتی با خداست، و در نهایت به نحوی رازگونه با او یکی می‌شود و به این ترتیب، خودش پدر_خدا می‌شود.

## خدای‌گون شدن
وقتی قهرمان به مرگ جسمانی یا روحانی می‌میرد، به ماورای دوگانگی‌ها و تضادها منتقل می‌شود و به نوعی وحدت می‌رسد. شکل بیشتر دنیوی این مرحله، آرامش و رضایتی است که قهرمان را فرا می‌گیرد. قهرمان با دانش والایی که در این مرحله بدان دست یافته‌است، اکنون برای سخت‌ترین بخش ماجراجویی آماده می‌شود.
«آن‌هایی که می‌دانند که خدای جاودانی نه فقط در درون ایشان است، بلکه آن ها و تمامی اشیا در حقیقت چیزی نیستند جز آن وجود جاودانی، این افراد در باغی زندگی می‌کنند که درختانش آرزوها را بر آورده می‌سازند، از معجون جاودانگی می‌نوشند، و همه جا موسیقی ناشنیدنی هارمونی ابدی را می‌شنوند.»

## برکت نهایی
برکت نهایی، رسیدن به مقصد نهایی سفر است. تمام مراحل پیشین، مقدمه‌ای برای رسیدن به این مرحله بودند. در بیشتر اسطوره‌ها، این برکت چیزی ماورایی مانند چشمهٔ آب زندگانی یا جام مقدس است.

### بازگشت
اجتناب از بازگشت
قهرمان که در جهان دیگر به سعادت دست یافته‌است، دیگر تمایلی برای بازگشت به زندگی عادی قبلی خود ندارد و نمی‌خواهد برکت خود را در اختیار یاران خود قرار دهد.
«حتی گوتاما بودا پس از پیروزی خود شک کرد که آیا پیامش باید در اختیار دیگران قرار بگیرد؟ و نقل شده که قدیسان به هنگام رسیدن به خلسهٔ آسمانی مرده‌اند. در حقیقت در افسانه‌های متعددی، قهرمان‌ها برای همیشه در جزیرهٔ مقدس ایزدبانوی همیشه جوانِ جاودانگی اقامت گزیده‌اند.»

## فرار جادویی
گاهی، اگر پاداش نهایی، چیزی است که خدایان از آن حفاظت می‌کنند، قهرمان باید با آن فرار کند. در نتیجه بازگشت از سفر به همان اندازهٔ عزیمت به سفر خطرناک و ماجراجویانه خواهد بود.
«اگر قهرمان در پیروزی خود، از جانب ایزد یا ایزدبانو اجازه گرفته باشد و به صراحت به او مأموریت بازگشت به جهان داده شده باشد تا به وسیلهٔ اکسیر انسان‌ها را از نابودی نجات دهد، مرحلهٔ نهایی ماجراجویی او توسط تمام قدرت‌های فوق‌طبیعی پشتیبانش، حمایت می‌شود.
در مقابل، اگر آن چه به غنیمت برده را به رغم مخالفت نگهبان آن شیئ به دست آورده باشد یا اگر خدایان یا شیاطین با بازگشت او به جهان مخالف باشند، آن گاه آخرین مرحلهٔ چرخهٔ اسطوره به تعقیب و گریزی پرنشاط و گاهی خنده‌دار بدل خواهد شد.»

## کمک خارجی
همان‌طور که قهرمان برای طی کردن مراحل سفر به راهنما و یارانی نیاز دارد، گاهی برای برگشتن به زندگی روزمره نیز به چنین راهنماها و یارانی نیازمند است، مخصوصاً اگر بر اثر این سفر، دچار جراحت یا ضعف جسمانی شده باشد.

## گذشتن از آستانهٔ بازگشت
در این مرحله، قهرمان می‌آموزد چطور حکمتی که طی سفر آموخته است را با باقی جهان به اشتراک بگذارد.
«قهرمان، برای تکمیل ماجراجویی خود، باید زیر فشار جهان دوام بیاورد. نخستین مسئلهٔ قهرمان پس از بازگشت، این است که پس از تجربهٔ سرشاری که روحش را ارضا کرد، واقعیت را بپذیرد: شادی‌ها و غم‌های گذرا، پوچی و هیاهوی زشتی‌های زندگی. چرا باید به چنین جهانی بازگشت؟ چرا کسی باید بخواهد تجربهٔ سعادت ماورائی را به این مردم هوس‌ران بباوراند؟ همان طور که رؤیاهایی که در شب پر اهمیت بودند، در روشنایی روز احمقانه جلوه می‌کنند، همین طور شاعر و پیامبر احساس می‌کنند که در مقابل هیئت منصفه‌ای از چشمان هوشیار، نقش یک ابله را بازی می‌کنند. راحت‌تر آن است که کل مردم را به شیطان بسپری و دوباره به غار خود پناه ببری و در را پشت سرت ببندی.»

## ارباب دو جهان
این مرحله معمولاً در قهرمانانی فراانسانی چون عیسای ناصری یا بودا نشان داده می‌شود. در قهرمان‌های معمولی‌تر، این مرحله با تحصیل تعادل بین جسم و روح حاصل می‌شود. قهرمان در این مرحله، به آرامشی درونی و بیرونی می‌رسد. 
«آزادی برای گذشتن و بازگشتن از مرز جهان هر گاه که بخواهد، توانایی‌ای است منحصر به ارباب دو جهان. رقصندهٔ کیهانی، چنان که نیچه می‌گوید، در یک نقطه نمی‌آساید، بلکه شادمانه و به سبکی، از یک موقعیت به موقعیتی دیگر می‌چرخد و می‌جهد. شخص، از طریق تربیت روانی بلندمدت، هر نوع وابستگی را به محدودیت‌ها، خصوصیات، امیدها و ترس‌های خود به کلی رها می‌کند، دیگر در مقابل نفیِ خویشتن، که لازمهٔ تولد دوباره در فهم حقیقت است، مقاومت نمی‌کند، و بدین ترتیب، بالاخره برای کفارهٔ بزرگ آماده می‌شود. جاه‌طلبی شخصی‌اش به کلی از بین می‌رود، و دیگر برای زندگی نمی‌کوشد، بلکه با ارادهٔ خود اجازه می‌دهد هر چه می‌خواهد بیاید از او بگذرد: می‌توان گفت، او به فنا می‌رسد.»

## زندگی آزاد
ارباب دو جهان شدن، به رهایی از ترس از مرگ منجر می‌شود، که به معنای آزادی برای زندگی کردن است. گاهی به این مرحله "دم را دریافتن" می‌گویند، جایی که فرد نه حسرت گذشته را می‌خورد و نه نگران آینده است.

## تأثیرات
داستان ارباب حلقه‌ها اثر جی آر آر تالکین، هر چند قبل از ارائهٔ الگوی سفر قهرمان توسط کمبل نوشته شده، ولی می‌توان آن را مثالی معاصر از سفر قهرمان دانست.
سفر قهرمان بر بسیاری از هنرمندان، موسیقیدانان، شاعران و فیلمسازان تأثیر گذاشته است که در میان آن‌ها از جرج لوکاس نویسنده و کارگردان جنگ ستارگان نام برده شده‌است. لوکاس دو پیش‌نویس جنگ ستارگان را نوشته بود، که در ۱۹۷۵ به قهرمان هزارچهره جوزف کمبل برخورد (هر چند آن را سال‌ها قبل خوانده بود). لوکاس به کمک این الگو توانست با تمرکز بر عناصر مورد نیاز، جهان خیالی آشفته خود را به داستانی واحد و منسجم بدل کند. همچنین گفته شده که فیلم ماتریکس اثر برادران واچوفسکی نیز متأثر از آثار کمبل بوده‌است.
شباهت‌های دو فیلم مذکور با مراحل سفر قهرمان در زیر فهرست شده‌است:
I. جدایی
| سفر قهرمان            | جنگ ستارگان                            | ماتریکس                                         |
| --------------------- | -------------------------------------- | ----------------------------------------------- |
| دعوت به سفر           | پیغام پرنسس لیا                        | "خرگوش سفید را دنبال کن"                        |
| رد دعوت               | باید به خرمن‌چینی کمک کنم               | نئو از پنجره به بیرون نمی‌رود                    |
| امداد غیبی            | اوبی-وان لوک را از آدم‌شنی‌ها نجات می‌دهد | ترینیتی حشره را از نئو بیرون می‌کشد              |
| عبور از نخستین آستانه | فرار از تاتوئین                        | نئو برای نخستین بار از ماتریکس بیرون برده می‌شود |
| شکم نهنگ              | فشرده‌ساز زباله                         | اتاق شکنجه                                      |

II. تشرف
| سفر قهرمان         | جنگ ستارگان                                                                 | ماتریکس                                                            |
| ------------------ | --------------------------------------------------------------------------- | ------------------------------------------------------------------ |
| جادهٔ آزمون‌ها       | تمرین با شمشیر نوری                                                         | تمرین با مورفئوس                                                   |
| ملاقات با ایزدبانو | پرنسس لیا (با لباس سفید، در پیش‌نویس‌های قبلی "خواهر"ی از یک گروه عرفانی بود) | پیشگو                                                              |
| وسوسه شدن          | لوک توسط دارک ساید وسوسه می‌شود                                              | سایفر توسط جهان توهم‌های لذت‌بخش وسوسه می‌شود                         |
| آشتی با پدر        | صلح دارث و لوک                                                              | نئو با پدروارهٔ خود مورفئوس موافقت می‌کند (که او همان فرد موعود است) |
| خدای‌گون شدن        | لوک جدای می‌شود                                                              | نئو فرد موعود می‌شود                                                |
| برکت نهایی         | ستارهٔ مرگ نابود می‌شود                                                       | رستگاری بشر قریب‌الوقوع است                                         |

III. بازگشت
| سفر قهرمان             | جنگ ستارگان                                            | ماتریکس                                               |
| ---------------------- | ------------------------------------------------------ | ----------------------------------------------------- |
| اجتناب از بازگشت       | لوک می‌خواهد بماند و از اوبی-وان انتقام بگیرد           | نئو به جای فرار کردن با مأمور اسمیت می‌جنگد            |
| فرار جادویی            | فرار با سفینهٔ میلینیوم فالکون                          | اتصال                                                 |
| کمک خارجی              | هان سولو لوک را از دست دارث نجات می‌دهد                 | ترینیتی نئو را از دست مأمور اسمیت‌ها نجات می‌دهد        |
| گذشتن از آستانهٔ بازگشت | میلینیوم فالکون در حین تعقیب جنگنده‌های TIE نابود می‌شود | نئو با مأمور اسمیت مبارزه می‌کند                       |
| ارباب دو جهان          | جشن پیروزی                                             | نئو در مکالمهٔ پایانی پیروزی بر ماشین‌ها را اعلام می‌کند |
| زندگی آزاد             | شورش بر امپراتوری پیروز می‌شود                          | انسان‌ها بر ماشین‌ها پیروز می‌شوند                       |